# Viceregatul Noua Granadă
Viceregatul Noua Granadă (spaniolă Virreinato de la Nueva Granada) a fost numele dat la 27 mai 1717, jurisdicției coloniale spaniole din nordul Americii de Sud, corespunzând în mare parte teritoriului inclus în  limitele statelor moderne Columbia, Ecuador, Panama și Venezuela. Teritoriul corespunzător Panamei a fost încorporat ulterior în 1739. Adițional acestor teritorii de bază, teritoriul Viceregatului Noua Granadă includea Guyana, sud-vestul Surinamului, păți din nod-vestul Braziliei, nordul statului Peru, Costa Rica și Nicaragua.

## Demografie

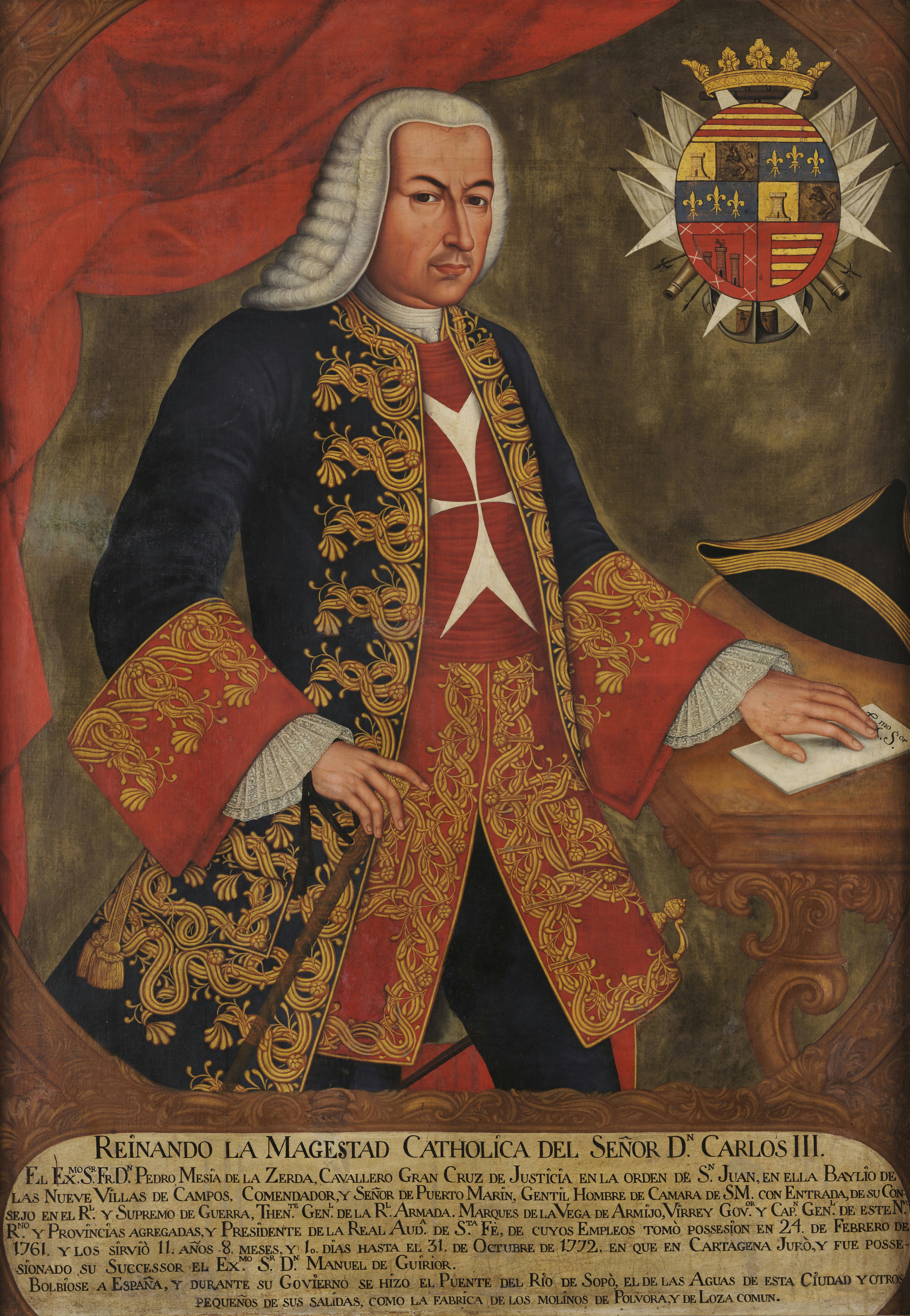
Pedro Messía de la Cerda, Vicerege al Noii Granade

Se estimează că Noua Granadă avea aproximativ 4.345.000 de locuitori în 1819.

## Orașe principale
După populație
| - 1 - Santa Fe de Bogotá - 2 - Caracas - 3 - Cartagena de Indias - 4 - Quito - 5 - Panama - 6 - Cuenca - 7 - Popayan - 8 - Tunja - 9 - Santa Marta - 10 - Guayaquil |